# Sacrifici d'Isaac (Donatello)
El Sacrifici d'Isaac és una escultura del renaixement italià, realitzada el 1421 per l'escultor Donatello i el seu ajudant Nanni di Bartolo. Es conserva al Museu dell'Opera del Duomo (Florència). S'hi representa Abraham al moment de l'oferiment en sacrifici del seu fill Isaac, amb la cama dreta sobre un feix de llenya i amb el ganivet a la mà,al costat del coll d'Isaac, al qual subjecta amb l'altra, el cabell, en aquest grup escultòric, al revés que als altres profetes el moviment no s'aconsegueix amb les vestidures, sinó per la torsió i l'anatomia dels cossos. Destaca aquesta escultura d'altres del seu entorn perquè consta de dues figures, col·locades en una composició de manera que ocupen el mateix espai dintre la seva fornícula corresponent, que les altres companyes dels profetes Imberbe, Pensatiu (ambdues de Donatello) i el Profeta barbut de Nanni de Bartolo. L'escultura va ser realitzada per a la seva col·locació al tercer ordre del campanar de Giotto per a Santa Maria del Fiore, al seu costat de l'est. El document de l'encàrrec de l'escultura, per al campanar de la catedral de Florència, es va signar el 10 de març de 1421, davant la presència de Nanni di Bartolo, acceptant la realització entre tots dos escultors, tanmateix la major part dels historiadors d'art, li donen la paternitat de la seva execució a Donatello. L'any 1937, l'escultura va ser traslladada al Museu dell'Opera del Duomo (Florència), col·locant-se una còpia a l'exterior.